# مقاطعة سراوان
مقاطعة سراوان (بالفارسية: شهرستان سراوان) هي إحدى مقاطعات محافظة سيستان وبلوشستان في إيران. كان عدد سكان المقاطعة سنة 2006 حوالي 147,757 نسمة.